# Brockmerland
Brockmerland är ett gammalt landskap i provinsen Hannover mellan Emden och Norden.
Området bebodde under medeltiden av brockmannerna, en ostfrisisk stam. Brockmerlands författning reglerades av dess under 1300-talet upptecknade lagar, utgivna 1840 av Karl von Richthofen.